# Любешка (село)
Любешка (укр. Любешка) — село в Бобрской городской общине Львовского района Львовской области Украины.
Население по переписи 2001 года составляло 710 человек. Занимает площадь 2,3 км². Почтовый индекс — 81251. Телефонный код — 3263.